# Maya Le Tissier
Maya Le Tissier, född 18 april 2002 i Guernsey, är en engelsk fotbollsspelare.

## Karriär
Maya Le Tissier inledde sin seniorkarriär i Brighton & Hove Albion år 2018. Hon kontrakterades av Manchester United år 2022. Hon har även representerat den engelska damlandslaget där hon debuterade år 2022.